# Absturtz
Absturtz ist eine Punkband aus Warwerort. Die Band spielt harten deutschsprachigen Punk mit Elementen aus dem Metal mit politisch bezogenen Texten. Musikalisch erinnert die Band sehr stark an die Rostocker Band Dritte Wahl.

## Geschichte
Die Band hatte sich im Jahr 2000 aus den Mitgliedern Heiner Gross, Hannes Gross und Sören gegründet. Der Bassist wurde bis heute viermal ausgetauscht. Nachdem Sören 2001 die Band verlassen hatte, folgte Suchy, der 2003 wieder ausschied. Dann fand sich mit Björn Bass ein neuer Mann, der jedoch 2007 nach einem Umzug die Band wieder verlassen musste. Mit Schröder wurde ein Ersatzmann gefunden, der 2015 von Schmidt abgelöst wurde.
Neben zahlreichen Konzerten vor allem in Norddeutschland war die Band in den letzten Jahren auch auf Festivals, wie z. B. „Punk am Ring“ vertreten. Die Band engagierte sich mehrfach in der Hakenkreuzaffäre, indem sie Konzerte gab. Ihre Alben werden beim betroffenen Label Nix-Gut Records vertrieben.

## Diskografie
- 2003: Proberaumpogo (Demo)
- 2005: Keine Wahl (Album)
- 2007: Linke Propaganda (Album)
- 2009: Alles riskiert (Album)
- 2011: Alles wird gut (Album)
- 2020: Alles wird anders (Album)

### Samplerbeiträge
- 2005: Es ist schön und Konformität auf Es lebe der Punk 5
- 2005: Mauern auf Chaos, Bier und Anarchie 4
- 2005: Holocaust auf Deutschpunkgewitter 1
- 2006: Unzufriedenheit auf Schlachtrufe BRD 8
- 2006: Randale auf Deutschpunkgewitter 3
- 2007: Randale auf Tauge nix Fanzine CD
- 2008: Seemannslied und Deichrock auf Es lebe der Punk 11
- 2010: St. Pauli Lovesong auf Waterpunk
- 2010: Alles riskiert und Visite auf Es lebe der Punk 14
- 2010: Viva auf Waterpunk II
- 2013: Absturtz - Nicht mit mir auf  Wir lassen unsere Meinungsfreiheit nicht zum Freiwild erklären - Solisampler by Nordwand